# Akaguhu
Akaguhu är ett periodiskt vattendrag i Burundi.   Det ligger i provinsen Bujumbura Rural, i den centrala delen av landet, 24 kilometer öster om huvudstaden Bujumbura.
Omgivningarna runt Akaguhu är en mosaik av jordbruksmark och naturlig växtlighet. Runt Akaguhu är det tätbefolkat, med 266 invånare per kvadratkilometer.